# Kreis Habelschwerdt

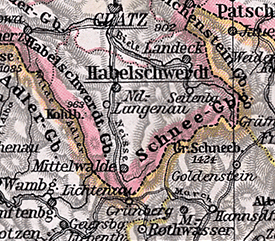
Kreis Habelschwerdt, 1905

Der Kreis Habelschwerdt war ein preußischer Landkreis in Schlesien, der von 1818 bis 1945 bestand. Seine Kreisstadt war die Stadt Habelschwerdt. Heute gehört das Territorium des ehemaligen Kreises, das wie eine Halbinsel nach Böhmen hineinragt, zum polnischen Powiat Kłodzki in der südwestpolnischen Woiwodschaft Niederschlesien.

## Geographie

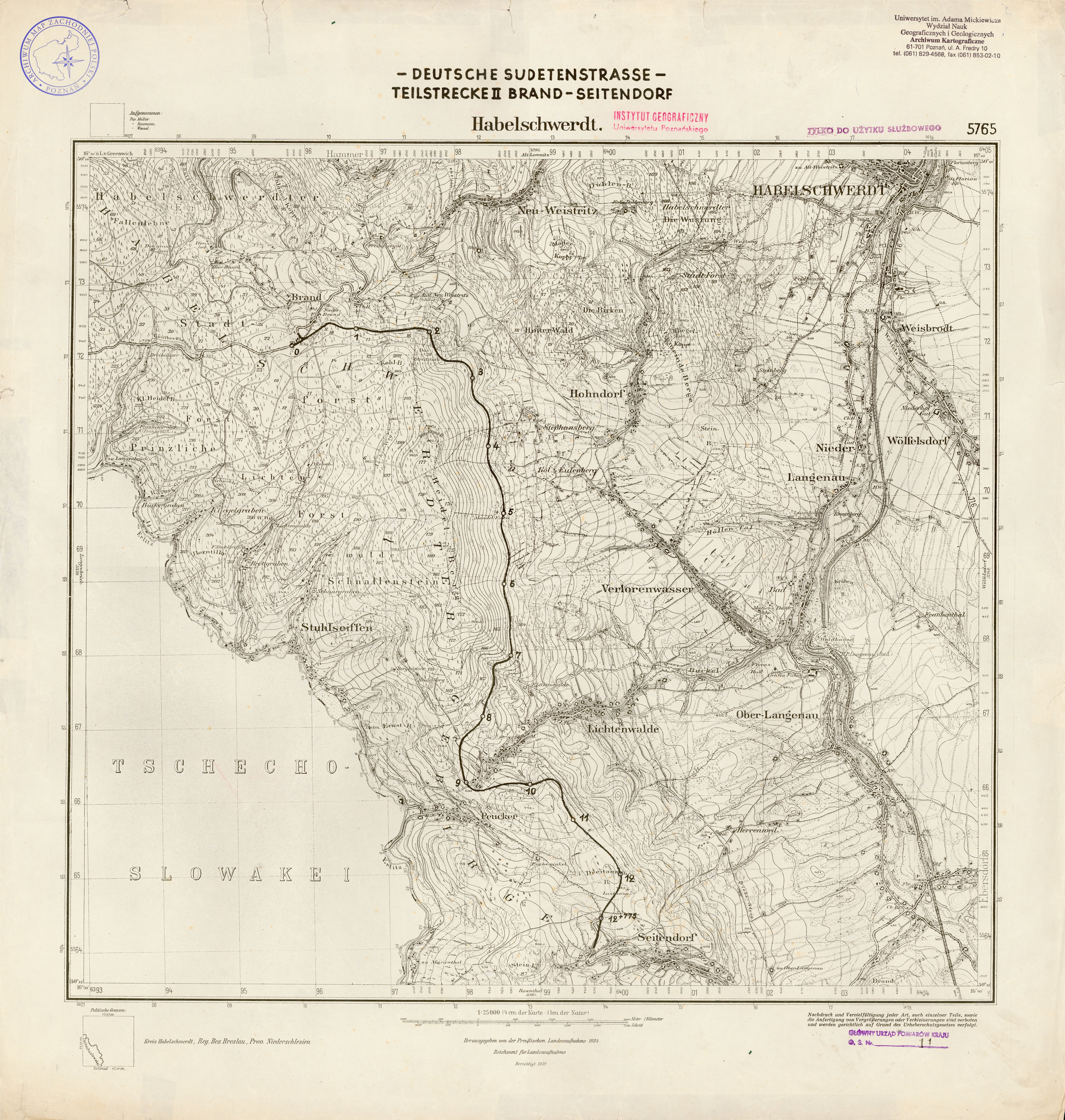
Deutsche Sudetenstrasse, Teilstrecke Brand – Seitendorf, 1919

Der Kreis entsprach ungefähr der südöstlichen Hälfte der ehemaligen Grafschaft Glatz und hat etwa geografische Breite 50.1°- 50.3° sowie Länge 16½°- 17°. Er bildet mit dem nördlicher gelegenen ehemaligen Kreis Glatz den Glatzer Kessel im Südwesten Schlesiens, der von Mittelgebirgen umgeben ist:
- Eulengebirge
- Reichensteiner Gebirge
- Glatzer Schneegebirge
- Bielengebirge
- Adlergebirge
- Habelschwerdter Gebirge
- Heuscheuergebirge

An der südlichen Grenze des Kreises, am Eschenberg bei Thanndorf (Jodłow) im Glatzer Schneegebirge, einem Teil der Sudeten an der Grenze Polens zu Tschechien, entspringt die Glatzer Neiße. Sie durchfließt den Kreis in nördlicher Richtung auf die Stadt Glatz zu und mündet nahe bei Opole in die Oder (Odra).

## Verwaltungsgeschichte
Am 24. Januar 1818 wurde im Regierungsbezirk Reichenbach der preußischen Provinz Schlesien aus den Distrikten Habelschwerdt und Landeck des Kreises Glatz der neue Kreis Habelschwerdt gebildet. Mit der Auflösung des Regierungsbezirks Reichenbach trat der Kreis Habelschwerdt am 1. Mai 1820 zum Regierungsbezirk Breslau.
Seit dem 1. Juli 1867 gehörte der Kreis zum Norddeutschen Bund und ab dem 1. Januar 1871 zum Deutschen Reich. Zum 8. November 1919 wurde die Provinz Schlesien aufgelöst. Aus den Regierungsbezirken Breslau und Liegnitz wurde die neue Provinz Niederschlesien gebildet. Zum 30. September 1928 wurden im Freistaat Preußen fast alle Gutsbezirke aufgelöst und benachbarten Landgemeinden zugeteilt.
Am 1. Oktober 1932 wurde die Landgemeinde Neu Wilmsdorf aus dem Kreis Habelschwerdt in den Kreis Glatz umgegliedert.
Am 1. April 1938 wurden die preußischen Provinzen Niederschlesien und Oberschlesien zur neuen Provinz Schlesien zusammengeschlossen. Zum 18. Januar 1941 wurde die Provinz Schlesien aufgelöst. Aus den Regierungsbezirken Breslau und Liegnitz wurde die neue Provinz Niederschlesien gebildet.
Im Frühjahr 1945 wurde das Kreisgebiet von der Roten Armee besetzt. Im Sommer 1945 wurde es von der sowjetischen Besatzungsmacht gemäß dem Potsdamer Abkommen unter polnische Verwaltung gestellt. Nachfolgend wurde die deutsche Bevölkerung, soweit sie nicht schon vorher geflohen war, größtenteils vertrieben. Die neu angesiedelten Migranten stammten teilweise aus Gebieten östlich der Curzon-Linie, die an die Sowjetunion gefallen waren.

## Einwohnerentwicklung
| Jahr | Einwohner | Quelle |
| ---- | --------- | ------ |
| 1819 | 38.935    | [ 4 ]  |
| 1846 | 49.007    | [ 5 ]  |
| 1871 | 58.720    | [ 6 ]  |
| 1885 | 60.954    | [ 7 ]  |
| 1900 | 58.332    | [ 8 ]  |
| 1910 | 56.939    | [ 8 ]  |
| 1925 | 56.637    | [ 9 ]  |
| 1939 | 55.672    | [ 9 ]  |

## Landräte
- 1818–181900Sinnhold (kommissarisch)
- 1819–000000Ernst von Pannwitz
- 0000–185000Wilhelm Moritz von Prittwitz und Gaffron
- 18500000000Hermann von Hochberg (interimistisch)
- 1850–185300Ludwig Miketta
- 1853–188400Hermann von Hochberg (II. Amtszeit)
- 1884–191800Friedrich Finck von Finckenstein
- 1918–192200Achaz von Saldern
- 1922–193200Paul Beyer
- 1932–193300Alfred Poppe
- 1933–194400Richard Spreu
- 1944–000000Ernst Braeckow (kommissarisch)

## Kommunalverfassung
Der Kreis Habelschwerdt gliederte sich zunächst in die Städte Habelschwerdt, Landeck und Mittelwalde, in Landgemeinden sowie in Gutsbezirke. Mit Einführung des preußischen Gemeindeverfassungsgesetzes vom 15. Dezember 1933 gab es ab dem 1. Januar 1934 eine einheitliche Kommunalverfassung für alle preußischen Gemeinden. Mit Einführung der Deutschen Gemeindeordnung vom 30. Januar 1935 trat zum 1. April 1935 im Deutschen Reich eine einheitliche Kommunalverfassung in Kraft, wonach die bisherigen Landgemeinden nun als Gemeinden bezeichnet wurden. Eine neue Kreisverfassung wurde nicht mehr geschaffen; es galt weiterhin die Kreisordnung für die Provinzen Ost- und Westpreußen, Brandenburg, Pommern, Schlesien und Sachsen vom 19. März 1881.

## Heilbäder
Das zum Kreis gehörende Bad Landeck (Lądek Zdrój), dessen Quellen seit 700 Jahren bekannt sind, gehört zu den ältesten Kurorten Schlesiens. In dem 7 km südlich Habelschwerdt gelegenen Bad Langenau (Długopole Zdrój), das über drei kohlensäurehaltigen Quellen und Moorlager verfügt, begann der Kurbadebetrieb 1802. Zeitweise war auch Grafenort Kurort mit zwei Säuerlingen und einer Schwefelquelle.
Von Wölfelsgrund aus, das als Luftkurort bekannt ist, ist ein Aufstieg zum Glatzer Schneeberg möglich. Auch die Wallfahrtskirche Maria Schnee auf dem 850 m hohen Spitzigen Berg kann von Wölfelsgrund aus erreicht werden.

## Gemeinden
Der Kreis Habelschwerdt umfasste zuletzt drei Städte und 87 Landgemeinden:
| - Alt Gersdorf (Stary Gierałtów) - Alt Lomnitz (Stara Łomnica) - Alt Mohrau (Stara Morawa) - Alt Waltersdorf (Stary Waliszów) - Alt Weistritz (Stara Bystrzyca) - Aspenau (Topolice) - Bad Landeck (Lądek Zdrój), Stadt - Bielendorf (Bielice) - Bobischau (Boboszów) - Brand (Spalona) - Ebersdorf (Domaszków) - Freiwalde (Lesica) - Friedrichsgrund (Piaskowice) - Gläsendorf (Szklarnia) - Glasegrund (Szklary) - Glasendorf (Szklarka) - Gompersdorf (Goszów) - Grafenort (Gorzanów) - Habelschwerdt (Bystrzyca Kłodzka), Stadt - Hain (Gajnik) - Hammer (Młoty) - Heidelberg (Wrzosówka) - Heinzendorf (Skrzynka) - Herrnpetersdorf (Piotrowice) - Herzogswalde (Nagodzice) - Heudorf (Sienna) - Hohndorf (Wyszki) - Hüttenguth (Huta) - Johannesberg (Janowa Góra) - Kaiserswalde (Lasówka) | * Kamnitz (Kamienica) - Karpenstein (Karpno) - Kieslingswalde (Idzików) - Klessengrund (Kletno) - Konradswalde (Konradów) - Krotenpfuhl (Zabłocie) - Kunzendorf a.d. Biele (Trzebieszowice) - Langenbrück (Mostowice) - Lauterbach (Goworów) - Leuthen (Lutynia) - Lichtenwalde (Poręba) - Mariendorf (Marianówka) - Marienthal (Niemojów) - Martinsberg (Marcinków) - Melling (Mielnik) - Michaelsthal (Michałowice) - Mittelwalde (Międzylesie), Stadt - Mühlbach (Młynowiec) - Neißbach (Potoczek) - Neu Batzdorf (Starkówek) - Neubrunn (Szczawina) - Neu Gersdorf (Nowy Gierałtów) - Neu Lomnitz (Nowa Łomnica) - Neu Mohrau (Nowa Morawa) - Neundorf (Nowa Wieś) - Neu Waltersdorf (Nowy Waliszów) - Neu Weistritz (Nowa Bystrzyca) - Nieder Langenau (Długopole Dolne) - Ober Langenau (Długopole Górne) - Olbersdorf (Stójków) | - Peucker (Poniatów) - Plomnitz (Pławnica) - Pohldorf (Paszków) - Reyersdorf (Radochów) - Rosenthal (Różanka) - Rothflössel (Czerwony Strumień) - Schönau bei Landeck (Orłowiec) - Schönau bei Mittelwalde (Smreczyna) - Schönfeld (Roztoki) - Schönthal (Dolnik) - Schreckendorf (Strachocin) - Schreibendorf (Pisary) - Seitenberg (Stronie Śląskie) - Seitendorf (Gniewoszów) - Spätenwalde (Zalesie) - Steinbach (Kamieńczyk) - Steingrund (Kamienna) - Stuhlseiffen (Rudawa) - Thanndorf (Jodłów) - Urnitz (Jaworek) - Verlorenwasser (Ponikwa) - Voigtsdorf bei Habelschwerdt (Wójtowice) - Voigtsdorf bei Landeck (Wójtówka) - Weißbrod (Niedźwiedna) - Weißwasser (Biała Woda) - Wilhelmsthal (Bolesławów) - Winkeldorf (Kąty Bystrzyckie) - Wölfelsdorf (Wilkanów) - Wölfelsgrund (Międzygórze) - Wolmsdorf (Rogóżka) |

Im Kreis lagen außerdem die Forstgutsbezirke Reinerz und Schneeberg-Bielengebirge.
Ehemalige Gemeinden
- Nieder Thalheim, am 6. Juni 1922 zu Bad Landeck
- Grenzendorf, am 1. April 1929 zu Freiwalde
- Alt Neißbach und Neu Neißbach, am 1. April 1929 zur Gemeinde Neißbach zusammengeschlossen
- Herrnsdorf und Petersdorf, am 1. April 1938 zur Gemeinde Herrnpetersdorf zusammengeschlossen

## Ortsnamen
Es kam zu folgenden Änderungen von amtlichen Ortsnamen:
- Landeck → Bad Landeck i. Schl.
- Mittelwalde → Mittelwalde (Schles.)

## Persönlichkeiten
- Erwin Josef Ender (1937–2022); Apostolischer Nuntius
- Paul Hoecker (1854–1910); Kunstmaler, Professor an der Königlichen Akademie der Bildenden Künste in München und Gründungsmitglied der Münchner Sezession
- Aloys Schmidt (1855–1939); Holzbildhauer
- Wolfgang Vogel (1925–2008); Rechtsanwalt
- Franz Volkmer (1846–1930), Seminardirektor und Heimatforscher
- Franz Joseph Wagner (1886–1972), Maler und Grafiker